# The Green River Burial
The Green River Burial war eine von 2008 bis 2016 bestehende Metalcore-Band aus Frankfurt am Main, die zuletzt bei Bastardized Recordings unter Vertrag stand.
Die Band bestand aus Sänger Gerald Ruschel, Gitarrist Mo, Bassist Phil und Schlagzeuger Efrem.
Die Gruppe brachte 2010 mit Means to an End eine EP in Selbstproduktion und zwei Jahre später ihr Debütalbum Separate & Coalesce über Bastardized Recordings auf dem Markt. Ihre erste Veröffentlichung war eine Demo-CD, welche 2009 erschien.
Die Gruppe tourte durch Deutschland und gab auch Konzerte in Frankreich, Österreich, Luxemburg und in den Niederlanden. The Green River Burial spielte mit namhaften Bands aus der Metal- und Hardcore-Punk-Szene wie etwa Thy Art Is Murder, Terror, Nasty, Your Demise, Science of Sleep, Suicide Silence, The Acacia Strain, Heart in Hand und Architects zusammen. Eine mehrtägige Auslandstournee absolvierte die Band im Mai 2014 als Vorband für I Declare War in Russland.

## Geschichte
Gegründet wurde die Band The Green River Burial im Jahr 2008 in der hessischen Stadt Frankfurt am Main und bestand damals aus Sänger Mert, Gitarrist Mo, Bassist Phil und Schlagzeuger Laurin. Der Name war ursprünglich in Anlehnung an den US-amerikanischen Serienmörder Gary Ridgway, den „Green River Killer“, gewählt worden, jedoch geriet dieser Bezug zunehmend in Vergessenheit. Das erste musikalische Lebenszeichen der Band erschien im Jahr 2009 in Form einer Demo-CD.
Bereits ein Jahr darauf brachte die Gruppe mit Means to an End eine EP auf dem Markt, die von den Musikern selbst finanziert und produziert wurde. Zwischen dem 4. und 14. Juni 2012 spielte die Band eine Tournee mit Choking on Illusions, welche durch Deutschland, Österreich, Frankreich und Luxemburg führte. Am 20. August 2012 wurde The Green River Burial von der deutschen Plattenfirma Bastardized Recordings unter Vertrag genommen. Das Debütalbum Separate & Coalesce erschien schließlich am 2. November 2012 über dieses Label.
Vom 5. bis 15. September 2013 war The Green River Burial Co-Headliner der Exhaust-Tour von Science of Sleep, die größtenteils durch Deutschland führte. Ein Konzert dieser Konzertreise fand in den Niederlanden statt. Am 27. Juni 2014 spielte die Band auf dem Mair1 Festival auf dem Flugplatz Montabaur. Dort war das Quartett auf der Painstage mit The Gogets, To the Rats and Wolves, The Charm the Fury und Skin of Tears zu sehen. Einen Monat vorher, zwischen dem 13. und 18. Mai 2014, spielte die Gruppe im Vorprogramm von I Declare War auf sechs Konzerten in Russland. Die Gruppe hat bereits erste Lieder für das kommende Album geschrieben und versucht in den kommenden Monaten weiteres Material zu erarbeiten. Die Gruppe hofft, im kommenden Jahr das Nachfolger-Album auf dem Markt bringen zu können.
Nachdem Sänger Mert Anfang 2015 seinen Ausstieg aus der Band bekanntgegeben hatte, wurde am 10. Mai 2015 mit Gerald Ruschel der neue Frontmann vorgestellt. Außerdem wurde mit Blight eine 2-Track-EP angekündigt, welche Mitte 2015 über Bastardized Recordings erscheinen wird.
Am 5. November 2016 gab die Gruppe bekannt, sich nach der Veröffentlichung eines neuen Albums aufzulösen. Ihr letztes Konzert absolvierte die Band am 18. November in Leipzig.

## Stil
Die Musik von The Green River Burial ist in den unterschiedlichen Schichten des Hardcore Punk verwurzelt. So werden der Gruppe Einflüsse von Gruppen wie The Acacia Strain, Stick to Your Guns und The Ghost Inside zugeschrieben. Auch werden den Stücken der Gruppe „massive Beatdownparts“ bescheinigt.
Laut Christian Kruse vom Metal Hammer weisen die Lieder der Gruppe im Debütalbum Separate & Coalesce melodische Zwischenstücke aber auch Breakdowns auf, welche durch die Produktion „ins richtige Licht gerückt wurden“. Auch bediene sich die Gruppe in ihrem Lied Reinvent the Real am deutschsprachigen Rapgesang. Er bezeugte der Gruppe musikalischen Wiedererkennungswert und Abwechslungsreichtum. Phil erklärte in einem Interview, dass die Gruppe Haftbefehl für die Rapparts engagieren wollte, was jedoch aus vertraglichen Gründen nicht funktioniert hat, sodass die Musiker diese Parts selbst eingespielt haben.
Tobias Blum vom Rock Hard Magazin ist der Meinung, dass sich The Green River Burial lediglich über ihre „Heaviness“ definiert. Er beschreibt die Musik als ein eindimensionalen Metalcore bzw. Deathcore. Arne Kupetz von Legacy.de hingegen beschreibt die Musik als eine variable Durchmischung verschiedener „Core“-Spielarten. Die Musiker legen sich, laut Kupetz, in ihrem Album nicht auf eine einzige Spielweise fest, sondern geben jedem Lied seine eigene Note.

## Diskografie
- 2009: Demo 2009 (Demo)
- 2010: Means to an End (EP)
- 2012: Separate & Coalesce (Album, Bastardized Recordings)